# Йохан Вилхелм (Юлих-Клеве-Берг)
Йохан Вилхелм фон Юлих-Клеве-Берг (на немски: Johann Wilhelm von Jülich-Kleve-Berg; * 29 май 1562, † 25 март 1609) е епископ на Мюнстер от 1574 до 1585 г. и от 1592 до смъртта си херцог на Юлих-Клеве-Берг на херцогствата Юлих-Клеве-Берг и граф на Марк и Равенсберг.

## Живот
Той е вторият син на херцог Вилхелм Богатия от Юлих-Клеве-Берг (1516 – 1592) и втората му съпруга ерцхерцогиня Мария Австрийска (1531 – 1581), дъщеря на император Фердинанд I.
От деветгодишната си възраст е възпитаван в манастир „Св. Виктор“ към Ксантен, където става пробст. На 28 април 1574 г. е избран за епископ на Мюнстер. След смъртта на по-големия му брат Карл Фридрих през 1575 г. Йохан Вилхелм става наследствен принц на Юлих-Клеве-Берг.
На 14 септември 1584 г. Йохан Вилхелм се сгодява за маркграфиня Якоба фон Баден (* 16 януари 1558, † 3 септември 1597), дъщеря на маркграф Филиберт фон Баден-Баден, и на 16 юни 1585 г. се жени за нея в дворцовата капела в Дюселдорф. Бракът е бездетен. През 1589 г. той се разболява душевно. Якоба има любовник, много по-младия амтман цу Монхайм Дитрих фон Хал. Тя е затворена в кула на двореца в Дюселдорф. На 3 септември 1597 г. тя е намерена мъртва, вероятно убита. През вечерта на 10 септември 1597 г. херцогинята е погребана без обществено присъствие в църквата Кройцхеренкирхе.
След убийството на Якоба Йохан Вилхелм се жени на 20 юни 1599 г. за херцогиня Антоанета Лотарингска (* 26 август 1568, † 23 август 1610), дъщеря на херцог Карл III от Лотарингия. И този брак е бездетен.
На 25 март 1609 г. Йохан Вилхелм умира без наследници, земите му отиват на чичо му и синовете му. Оловният ковчег на умрелия стои почти две десетилетия непогребан. Едва на 30 октомври 1628 г. се провежда държавно погребение от дворцовия двор в манастирската църква „Св. Ламбертус“.
- Турнир в Дюселдорф по случай женитбата на Йохан Вилхелм и Якоба фон Баден
- Йохан Вилхелм на 43 години,
 1605

## Наследство
След смъртта му започва война за Клевското наследство. Най-голямата от неговите сестри, Мария Елеонора, е омъжена за пруския херцог Албрехт Фридрих и има от него само дъщери, от които най-голямата Ана е омъжена за курфюрст Йохан Сигизмунд Бранденбургски. Втората сестра на Йохан Вилхелм Ана, има от пфалцграф Филип Лудвиг Нойбург син Волфганг Вилхелм (Пфалц-Нойбург). Тези два претендента, курфюрст и пфалцграф, искат признания на своите права на наследство по женска линия. Спорът завършва с договора в Клеве (19 септември 1666) между „Великия курфюрст“ Фридрих Вилхелм и синът на Волфганг Вилхелм (Пфалц-Нойбург), пфалцграф Филип Вилхелм (Пфалц): Клеве, Марк и Равенсберг са предадени на курфюрста на Бранденбург, Юлих и Берг – на пфалцграфа на Нойбург, Равенщайн едва през 1671 г. окончателно е предаден на пфалцграфа.